# Batalla de Boyacá
La batalla de Boyacá,  fue la confrontación más importante de la guerra de independencia de Colombia que garantizó el éxito de la Campaña Libertadora de Nueva Granada. Este acontecimiento tuvo lugar el día 7 de agosto de 1819 en el cruce del río Teatinos, en inmediaciones de Tunja. La batalla finaliza  con la rendición en masa de la división realista, y fue la culminación de 78 días de  campaña iniciada desde la campaña admirable, en qué las tropas de las provincias unidas de la nueva granada se desplazan a la capitanía general de Venezuela para asegurar la independencia de la zona.

## Antecedentes
El ejército libertador sorprendió estratégicamente a las fuerzas realistas apareciendo en la Provincia de Tunja por el Páramo de Pisba, pero llegó debilitado por la dura travesía. Los españoles decidieron atacarlo antes de que se fortaleciera con el apoyo que estaba recibiendo de los boyacenses y santandereanos; por lo cual la mitad aproximadamente de las fuerzas españolas en Bogotá marcharon a enfrentarlos teniendo como resultado la Batalla del Pantano de Vargas.
La toma de Tunja por el ejército libertador, tras un movimiento de tropas que engañó a su enemigo español a la vez que aprovechaba la salida del destacamento realista al mando del gobernador trashumante de esa ciudad, Juan de Loño, para reunirse con el comandante de la Tercera División del Ejército Expedicionario de Costa Firme, José María Barreiro, significó que el ejército realista veía cortadas sus comunicaciones entre sus posiciones en Boyacá y la Capital del Virreinato, Bogotá; además del refuerzo que recibirían los patriotas con esa conquista en pertrechos, munición, milicias y moral. Así pues, el derrotado pero aun considerable ejército español decidió volver a la capital para reunirse con las fuerzas que allí permanecían. Para los libertadores era esencial evitarlo, por lo cual Bolívar envió espías que le informaron que los españoles se dirigían a Bogotá por la ruta de Samacá y decidió emboscarlos en el puente sobre el río Teatinos. 
Al mismo tiempo, las milicias de Coromoro combatían bravamente a los españoles en la región del Socorro, haciendo un sacrificio determinante para la independencia puesto que, aunque allí fueron derrotados, distrajeron importantes fuerzas españolas que hubieran podido cambiar el curso de otras batallas.

## Desarrollo

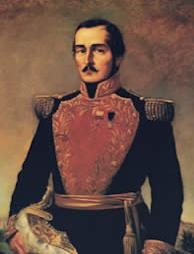
Francisco de Paula Santander. Óleo sobre tela de Martín Tovar y Tovar

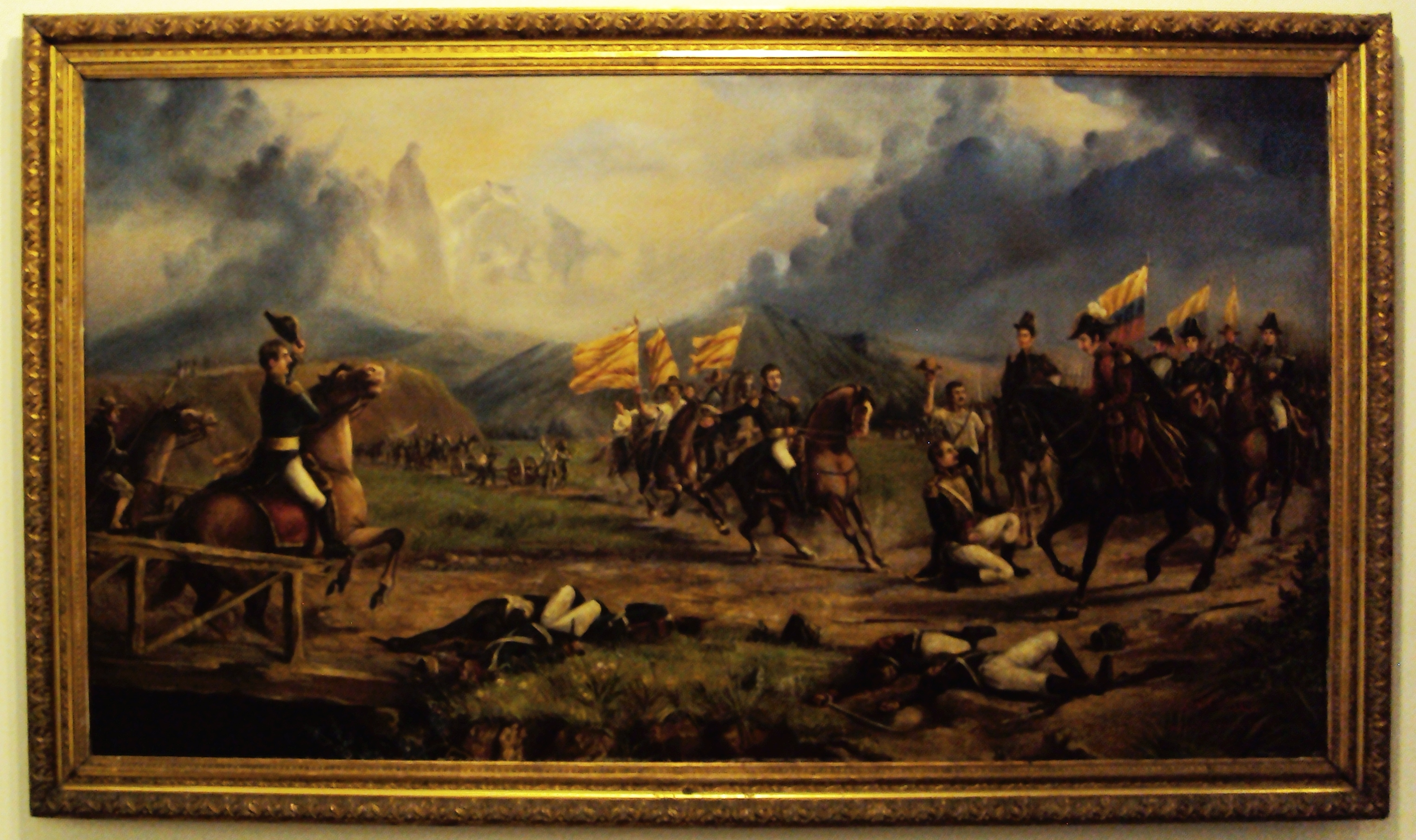
Pintura de la Batalla de Boyacá hecho por J. W. Cañarete, Museo Nacional de Colombia.

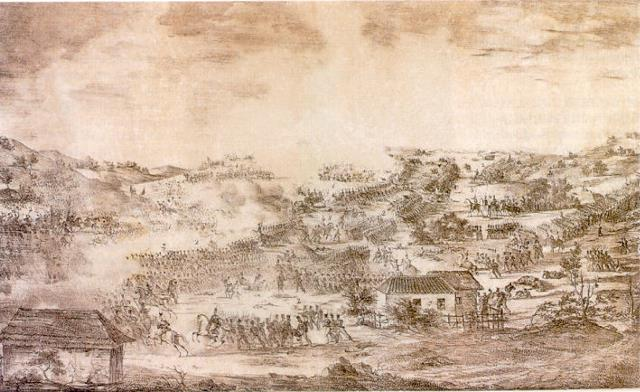
Batalla de Boyacá por José María Espinosa.

El sábado 7 de agosto en la mañana, el ejército realista desde Motavita inició su desplazamiento hacia Santa fe. Su objetivo era llegar a la capital para unir sus fuerzas con las del virrey Sámano y organizar un frente militar contra Bolívar y el ejército independentista. Escogieron la vía por el puente de Boyacá en el Camino Real, con dirección a la capital del virreinato. Advertido de este movimiento, Bolívar ordenó la marcha de su ejército, también hacia el puente de Boyacá, dispuesto a tomarlo para impedir a Barreiro su desplazamiento hacia la capital neogranadina. 
Las dos fuerzas se encontraron en el campo de Boyacá. El ejército independentista estaba conformado por 2.850 combatientes al mando del general Simón Bolívar. La vanguardia granadina estaba comandada por el general de brigada Francisco de Paula Santander y la retaguardia, por el general de brigada José Antonio Anzoátegui. El general Carlos Soublette era el jefe del estado mayor.
Las tropas patriotas estaban compuestas en su mayoría por neogranadinos y los venezolanos. Sus integrantes eran criollos, mestizos, mulatos, zambos, negros e indígenas, generalmente personas pobres, escasas de alimentos y mal vestidos, considerados por las autoridades realista como insurgentes. El ejército tuvo mucho apoyo popular de los granadinos, y en especial de los campesinos de Tunja. 
Por su parte, el ejército realista estaba conformado íntegramente por tropas nativas americanas, unos 2.670 soldados, de los cuales 2300 eran de infantería, 350 de caballería y 20 de artillería. Este pertenecía a la tercera división del Ejército Expedicionario creado en Nueva Granada. Su comandante era el brigadier José María Barreiro; el jefe del estado mayor, el coronel Sebastián Díaz, y la vanguardia estaba al mando del coronel Francisco Jiménez.
Desde el alto de San Lázaro en Tunja, Bolívar  y el estado mayor observaron los movimientos del ejército realista. A las 10 de la mañana ordenaron impedir el paso por el puente de Boyacá, en el cual confluyen los dos caminos: el de Samacá, utilizado por los realistas desde Motavita y el Camino Real, utilizado por los independentistas. 
A las 2 de la tarde la descubierta del ejército patriota, encomendada al capitán Andrés Ibarra con sus jinetes, descendió del boquerón de El Tobal y llegó hasta la Casa de Teja y sus alrededores, donde se enfrentó a la vanguardia realista que estaba en pleno almuerzo. El general Francisco de Paula Santander inició con la vanguardia el combate, y puso en retroceso a la vanguardia realista hasta el puente de Boyacá, donde estaba fuerte en la orilla opuesta del río Teatinos. 
En ese momento llegó al campo de Boyacá el grueso de la división de Barreiro por el camino de Samacá y se enfrentó a la retaguardia de Bolívar comandada por el general José Antonio Anzoátegui. En esos momentos llegó a la Casa de Teja Bolívar, quien se ubicó en una colina equidistante entre el puente y la casa. Así dice el coronel Antonio Obando en sus Apuntamientos para la historia: "El general Bolívar con nuestra retaguardia siguió el movimiento de Barreiro y se formó un frente al lado opuesto del río". A las 3 de la tarde la acción militar era intensa en dos combates simultáneos: las dos vanguardias en los alrededores del puente y el grueso de los ejércitos en la planicie hacia el camino de Samacá. Las fuerzas patriotas tenían unidad y facilidad en las comunicaciones; en cambio, las realistas estaban incomunicadas y separadas por el Teatinos y la vanguardia rebelde. 
Por su parte, el coronel Juan José Rondón con sus lanceros de Llano Arriba recibió la orden de atacar por el centro al ejército realista. 

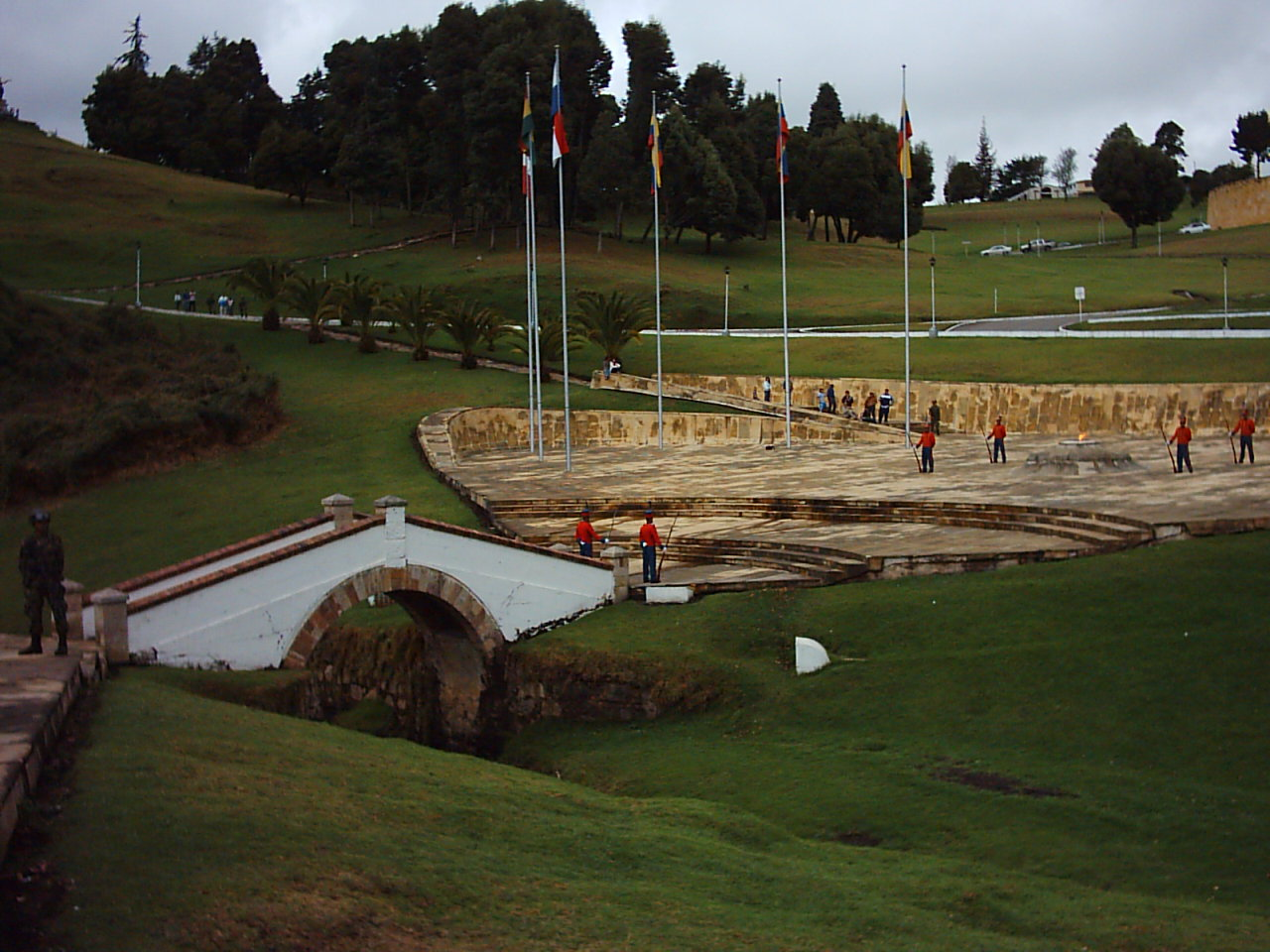
Puente de Boyacá. Monumento y puente construido en el lugar de la batalla, reemplazando al puente original.

Simultáneamente, Santander ordenó a los guías de Casanare, guiados por José María Ruiz, pasar al riachuelo Teatinos para volver por la espalda a la vanguardia realista. Los patriotas treparon por los escarpados lugares llenos de matorrales y se presentaron de improviso para envolver por la espalda a la vanguardia realista comandada por el coronel Francisco Jiménez. Dos escuadrones de realistas se enfrentaron a los llaneros, pero fueron derrotados. El general Santander aprovechó el desconcierto del enemigo para lanzar sobre el puente de Boyacá a los batallones Cazadores y Primero de Línea, comandados por los tenientes coroneles Joaquín París Ricaurte y Antonio Obando. La vanguardia patriota pasó a la orilla derecha del río Teatinos o Boyacá y se tomó el puente, el objetivo del combate. 

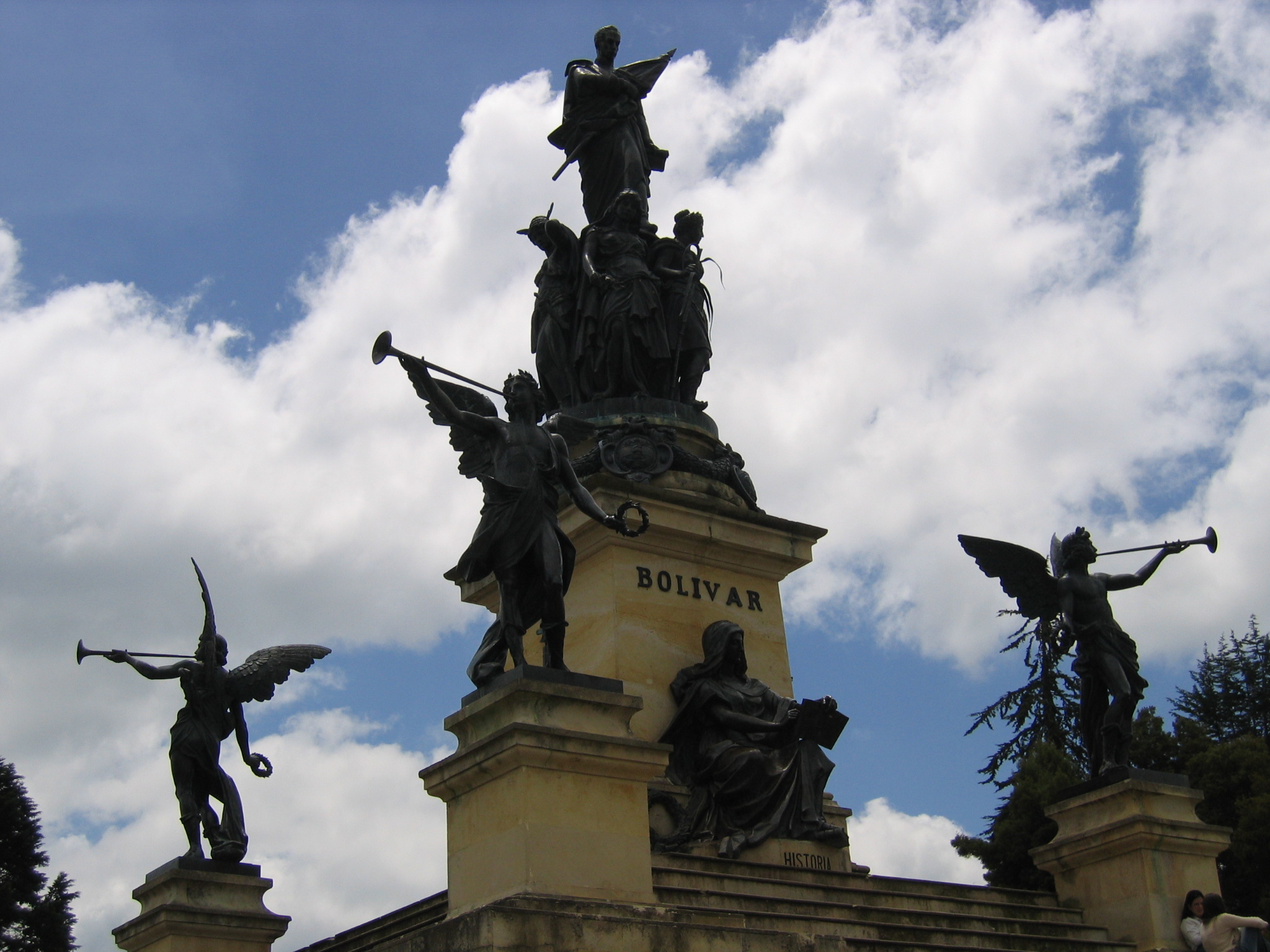
Monumento a Simón Bolívar, puente de Boyacá, Colombia.

El general Barreiro se mantuvo a la defensiva. Trató de rehacer su infantería en otra altura, pero la rapidez de las tropas patriotas les cerró el paso, por lo cual la retaguardia realista, cercada por todas partes, decidió rendirse. Así mismo, se rindió la vanguardia realista ante la fuerza militar de los patriotas. Los jefes españoles y la división realista casi al completo, unos 1.600 soldados de tropa americana, fueron hechos prisioneros. 

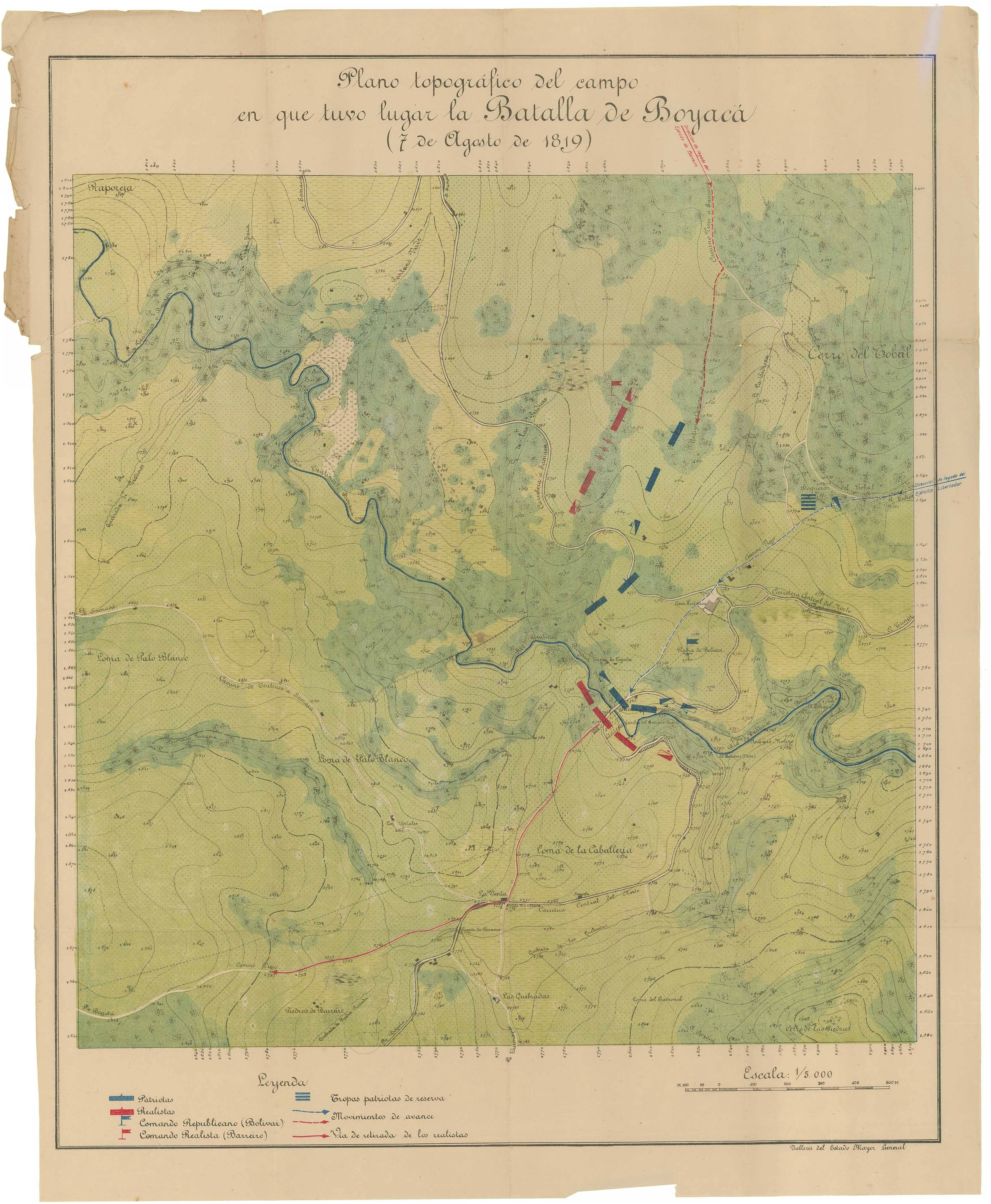
Mapa del campo de batalla.

La batalla terminó a las 4 de la tarde del 7 de agosto de 1819. Murieron más de 100 realistas, entre ellos el coronel Juan Tolrá y el comandante Salazar, y 150 quedaron heridos. De los patriotas murieron 13 soldados, entre ellos el capellán de la vanguardia, fray Ignacio Díaz, y 53 quedaron heridos.  
Con este enfrentamiento culminó la Campaña Libertadora de 1819, realizada en su corto período de 78 días, desde el 23 de mayo, cuando Simón Bolívar expuso el plan en la aldea de los Setenta ante los jefes del ejército patriota, siguiendo un itinerario militar desde los llanos de Casanare, la cordillera de los Andes y las tierras de la antigua providencia de Tunja, el cual culminó en el puente de Boyacá.

## Hechos posteriores
El mismo día de la batalla un soldado adolescente llamado Pedro Pascasio Martínez, acompañado de otro soldado llamado Negro José (ver abajo), capturaron al General realista Barreiro. Barreiro y otros 37 oficiales españoles hechos prisioneros el día de la batalla, fueron ejecutados el 11 de octubre de 1819 por orden de Francisco de Paula Santander, dentro de la consigna de guerra a muerte.
En Venta quemada ubicada en el camino real a Bogotá, el 8 de agosto el general Carlos Soublette expidió el Boletín N.º 4 sobre la Batalla de Boyacá. Bolívar dictó el decreto de la Orden de Boyacá para enaltecer a todos los batallones y escuadrones que participaron en la decisiva batalla.
En la noche del 8 de agosto fue informado el virrey Juan de Sámano en Santa Fe de Bogotá la noticia de la derrota del ejército realista de Barreiro, por uno de los fugitivos del campo de batalla.
Al amanecer del 9 de agosto Sámano abandonó la ciudad con su guardia de honor; los oidores, otros empleados públicos y muchos españoles se dieron a la fuga con precipitación; los comerciantes al huir dejaban abiertos sus almacenes. El virrey se embarcó en Honda y pudo escapar a tiempo, huyendo precipitadamente a Cartagena de Indias, donde su autoridad fue desconocida. Navegó hasta Jamaica, apareciendo luego en Panamá, sin mando administrativo ni mando directo de tropas. En esta situación dimitió, y finalmente murió en 1821.
Finalmente, Bolívar llega a Santafé de Bogotá donde entró sin resistencia alguna el martes 10 de agosto de 1819 a las 5:00 p. m.

### Orden de Boyacá
Bolívar creó la Orden de Boyacá en reconocimiento a todos los combatientes que participaron en dicho acontecimiento histórico. Actualmente el Estado colombiano concede dicho reconocimiento a las personas nacionales o extranjeras que se destacan por su trabajo en bien de la patria.

### Consecuencias históricas
La Batalla de Boyacá fue un golpe decisivo para el poder español en la Nueva Granada. A pesar de que los realistas se harían fuertes en otras provincias del Virreinato como Santa Marta y Pasto, en donde resistirían varios años; la capital del Virreinato cayó en manos de los patriotas neogranadinos y con ello se abrió el camino para la unión de la Nueva Granada con Venezuela en la República de Colombia. Cuando llegó a Santafe el ejército patriota, se organizó un desfile triunfal donde se otorgó la orden de Boyacá a los vencedores, además se reaiizaron grandes festejos y la gente iba de casa en casa felicitándose y abrazándose.

## La leyenda del niño soldado honrado

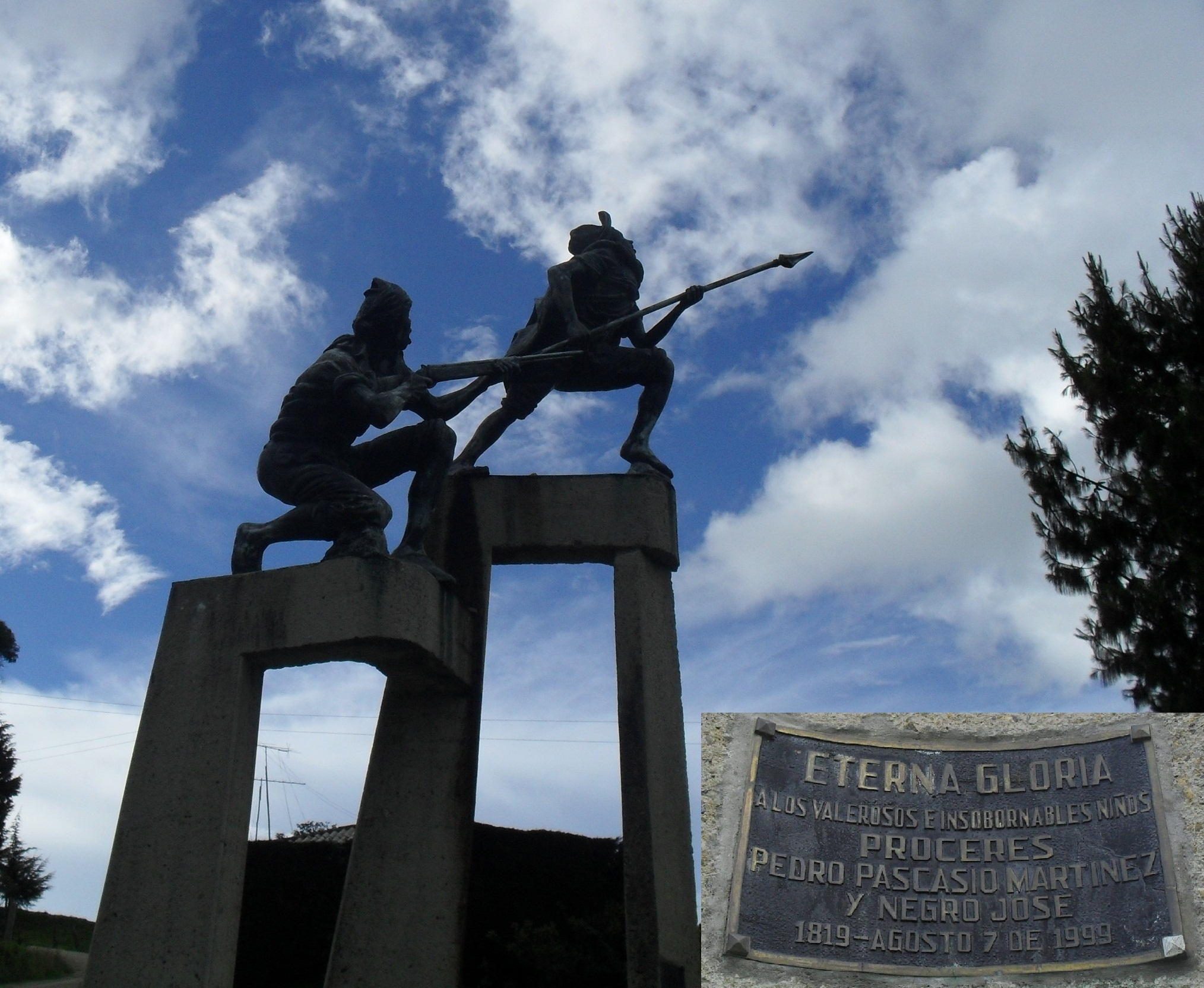
Monumento dedicado a Pedro Pascasio Martínez y Negro José en las inmediaciones del puente de Boyacá.

Cuenta la leyenda que la mala suerte de Barreiro en tierras americanas quedó sellada esa misma noche de Boyacá cuando un muchacho de 11 años que se encargaba de cuidar los dos caballos de Bolívar, Pedro Pascasio Martínez, acompañado de un soldado llamado Negro José, lo hizo prisionero después de negarse a ser sobornado por las monedas de oro de Barreiro. Por el acto de atrapar al general Barreiro, Pascasio Martínez fue ascendido a sargento y se le prometieron 300 pesos los cuales nunca le dieron.